# نزاع التنصيب

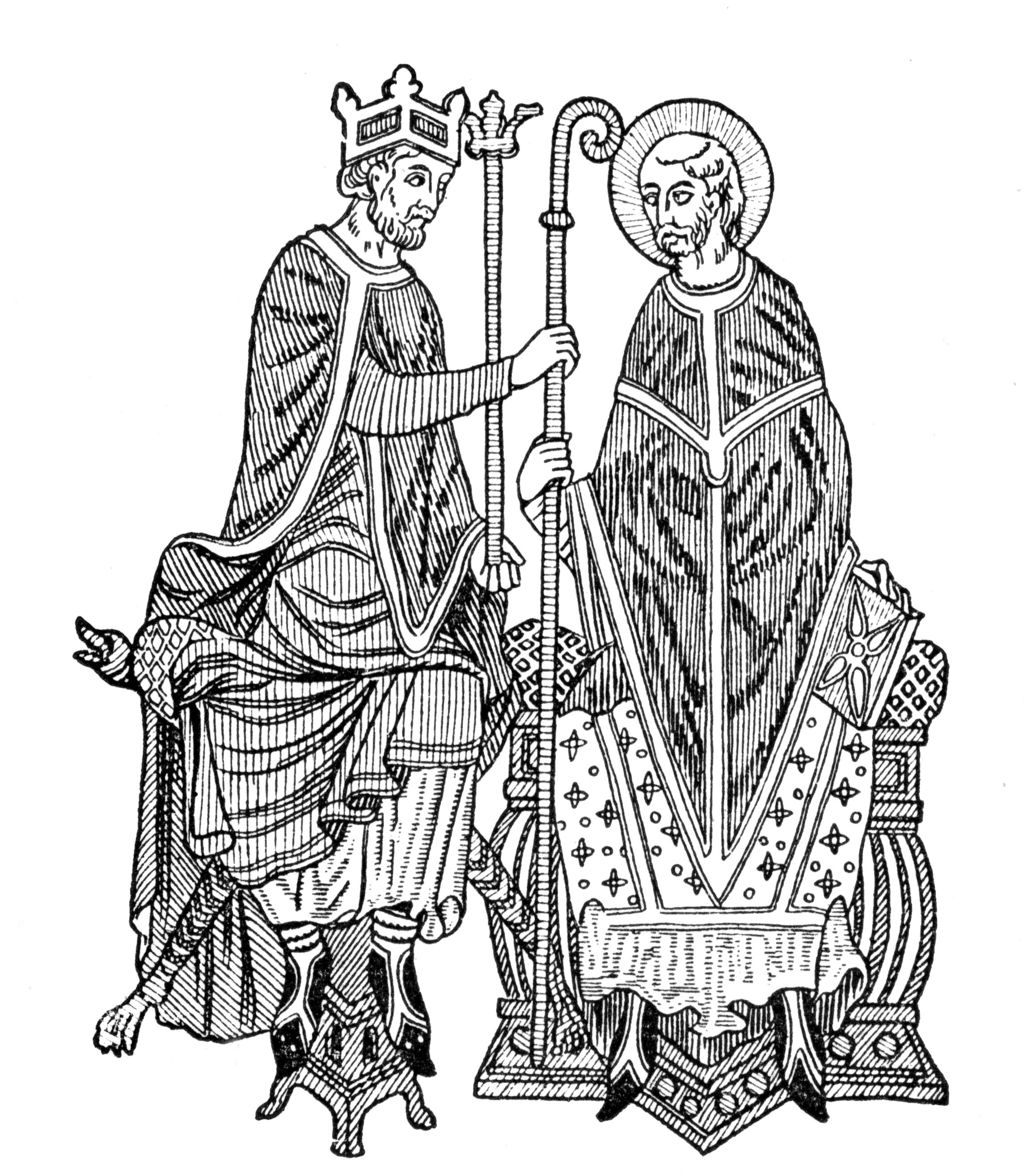

نزاع التنصيب هو أهم صراع بين الكنيسة والدولة في أوروبا في القرون الوسطى. في القرنين الحادي عشر والثاني عشر، تحدت مجموعة من الباباوات سلطة الممالك الأوروبية في السيطرة على التعيينات أو التنصيبات من المسؤولين عن الكنائس مثل الأساقفة ورؤساء الأديرة. على الرغم من أن الصراع الرئيسي بدأ في 1075 بين البابا غريغوري السابع وهاينريش الرابع الإمبراطور الروماني المقدس، إلا أن صراعًا كبيرًا خلال فترة قصيرة دار أيضًا بين هنري الأول ملك إنجلترا والبابا باسكال الثاني في السنوات 1103-1107، ولعب القضية دورًا في الصراع بين الكنيسة والدولة في فرنسا كذلك. أخيرًا تم حل الخلاف في 1122.

## الخلفية التاريخية
بعد سقوط الإمبراطورية الرومانية الغربية، أصبحت عملية تنصيب رجال الدين (المعروفة باسم «التنصيب العلماني») تُنفذ من قبل أفراد من الطبقة النبيلة الحاكمة، على الرغم من كونها في الأصل مهمة من مهام الكنيسة. كان العديد من الأساقفة ورؤساء الأديرة أنفسهم من النبلاء. وبالنظر إلى أن معظم أفراد النبلاء الأوروبيين كانوا يمارسون مبدأ البكورية، إذ تُورَّث الألقاب للأبناء الذكور الأكبر سنًا، غالبًا ما كان الأشقاء الذكور الزائدون يتجهون إلى البحث عن وظائف في المناصب العليا في الكنيسة. كان هذا صحيحًا بشكل خاص إذا كانت الأسرة قد أسست كنيسة أو ديرًا خاصًا على أراضيها.
نظرًا لأن منصب الأسقف أو رئيس الدير كان يرتبط غالبًا بقدر كبير من الثروة والأراضي، أصبحت «بيع المناصب الكنسية»، أو ما يُعرف بـ«السيمونية»، مصدرًا هامًا للدخل بالنسبة لقادة النبلاء الذين كانوا يمتلكون الأراضي ويمولون بناء الكنائس. اعتمد الأباطرة بشكل كبير على الأساقفة في إدارتهم المدنية، فلم يكونوا من النبلاء الوراثيين الذين لديهم مصالح عائلية. برر الأباطرة سلطتهم بنظرية الحق الإلهي للملوك.
قبل عام 1059، كان اختيار البابا غالبًا ما يتأثر بالقوى السياسية والعسكرية الأوروبية، حيث كان الملوك أو الأباطرة يعلنون اختيارهم الذي يُعتمد من قبل الناخبين الكنسيين. اعتقد أباطرة الإمبراطورية الرومانية المقدسة من سلالة أوتو أنهم يجب أن يتمتعوا بسلطة تعيين البابا. منذ تولي أوتو الكبير الحكم (936–972)، أصبح الأساقفة أمراء في الإمبراطورية وتمتعوا بامتيازات عديدة، مما جعلهم إلى حد كبير أسياد إقطاعيين على مساحات شاسعة من أراضي الإمبراطورية. كان التحكم في هذه الوحدات الكبيرة من القوة الاقتصادية والعسكرية قضية ذات أهمية قصوى بالنسبة للملك بسبب تأثيرها على السلطة الإمبراطورية. لذلك، كان من الضروري للحاكم أو النبيل أن يُعين (أو يبيع المنصب لـ) شخص يظل وفيًا له.

## البابا نيكولاس الثاني
انتُخب بندكت العاشر تحت تأثير كونت توسكلوم، ويُقال إنه حصل على انتخابه عن طريق رشوة الناخبين. اختار الكرادلة المعارضون في عام 1058 نيكولاس الثاني في سيينا. شن نيكولاس الثاني حربًا ناجحة ضد بندكت العاشر واستعاد السيطرة على الفاتيكان. عقد نيكولاس الثاني مجمعًا في اللاتران في عيد الفصح عام 1059.

## الصراع الإنجليزي حول التنصيب (1102–1107)
في زمن وفاة هنري الرابع، كان هنري الأول ملك إنجلترا والبابوية الغريغورية متورطين أيضًا في نزاع حول التنصيب، وقدمت تسوية هذا النزاع نموذجًا لحل المشكلة في الإمبراطورية. في عهد وليام الفاتح، قَبِل راية بابوية وبركة بعيدة من البابا ألكسندر الثاني خلال غزوه، لكنه رفض بعد النصر الاعتراف بمطالبة البابا بأن يقدم الولاء لروما باعتباره تابعًا وفقًا لأحكام «منحة قسطنطين». لم يؤثر الحظر المفروض على التنصيب العلماني في «ديكتاتوس باباي» على ولاء أساقفة وأديرة إنجلترا لوليام.
خلال حكم هنري الأول، أدى احتدام الخلاف بين وستمنستر وروما إلى استقالة أنسلم، رئيس أساقفة كانتربري، واعتزاله في أحد الأديرة. تم حرمان روبرت دي مويلان، أحد المستشارين الرئيسيين لهنري، من الكنيسة، لكن التهديد بحرمان الملك بقي دون تنفيذ. احتاجت البابوية إلى دعم هنري الإنجليزي بينما كان هنري الألماني لا يزال غير مهزوم. كما تطلبت الحملة الصليبية المتوقعة دعمًا إنجليزيًا.
كلّف هنري الأول رئيس أساقفة يورك بجمع وتقديم جميع التقاليد المتعلقة بمسألة الملوك الممسوحين. وعلّق المؤرخ نورمان كانتور على هذا الأمر قائلًا: «إن الرسائل الناتجة والمعروفة بـ'مجهول يورك' تشكل متعة لطلاب النظرية السياسية في العصور الوسطى المبكرة، لكنها لا تعكس بشكل كبير نظرة الملكية الأنجلو-نورمانية، التي استبدلت الأسس الدينية المتقادمة بدعائم البيروقراطية الإدارية والقانونية».